# Lâu đài Czorsztyn
 Những tàn tích của lâu đài Czorsztyn (tiếng Đức: Sub-Arx Oberschloss, Arx Czorstein) nằm ở phần cực nam của Ba Lan tại làng Czorsztyn (quận Nowy Targ ở Lesser Poland), bên cạnh hồ Czorsztyn trong biên giới với Vườn quốc gia Pieniny. Ở phía bên kia của hồ Czorsztyn nằm trong lâu đài Niedzica.

## Lịch sử
Lâu đài Czorsztyn đứng trên đỉnh đồi gần với sông Dunajec. Theo Jan Długosz, năm 1246, chủ sở hữu của lâu đài là Piotr Wydżga. Tuy nhiên, lý thuyết đó chưa bao giờ được xác nhận bởi các nhà sử học khác, vì vậy sự khởi đầu của chức năng lâu đài có từ thế kỷ 14. Sự phát triển lớn của lâu đài đã diễn ra dưới triều đại của Casimir III Đại đế. Trong những năm 1629-1643, khi Jan Baranowski là một starosta của khu vực Czorsztyn, lâu đài đã được xây dựng lại cơ bản. Năm 1790, phần mái của lâu đài bị cháy do sét đánh. Sau đó, lâu đài bị bỏ hoang. 

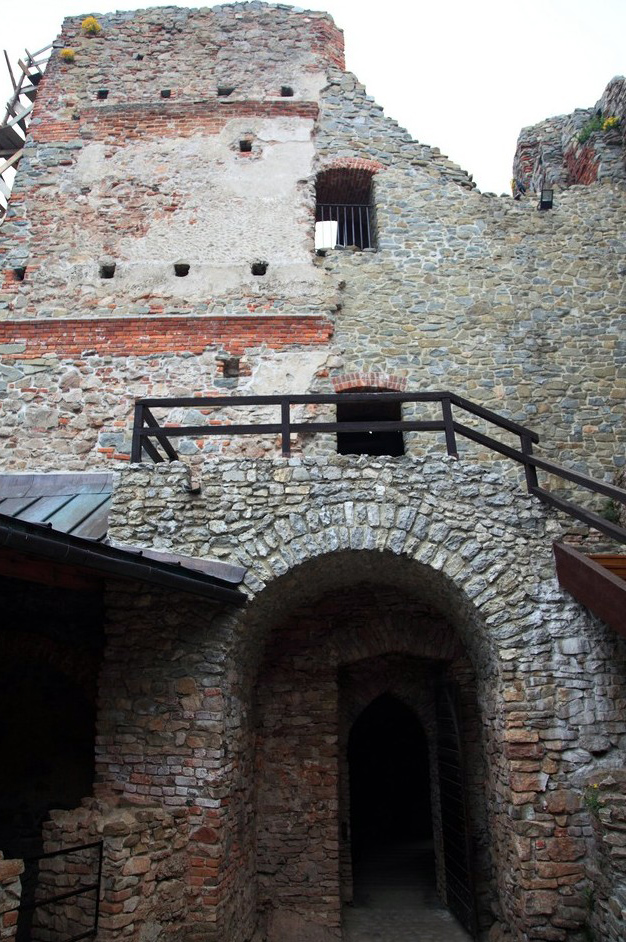
Tàn tích của lâu đài Czorsztyn